# ورنر مایار-اپلار
ورنر مایار-اپلار (آلمانی: Werner Meyer-Eppler؛ ۳۰ آوریل ۱۹۱۳ – ۸ ژوئیه ۱۹۶۰) یک فیزیک‌دان، صوت‌شناس تجربی، آواشناس و نظریه‌پرداز اطلاعات اهل آلمان بود.
او دانش‌آموختهٔ دانشگاه کلن بود و از شاگردان مشهورش می‌توان به کارل هاینز اشتوکهاوزن اشاره کرد.